# Noria Shiraishi
Noria (のりあ?   12 de septiembre, 1981) es una cantautora Japonesa originaria de la ciudad de Tokio. Su nombre real es Noria Shiraishi (白石紀亜 Shiraishi Noria?). 

## Historia
Desde finales del 2000 Noria entra a ser parte de las integrantes del grupo BeForU, al ser una de las escogidas en las audiciones de Konami buscando vocalistas para el juego de baile Dance Dance Revolution específicamente en 5thMIX. Junto con Riyu Kosaka se convierte en la principal vocalista del grupo.
En el 2001 se hace más popular la banda por los videojuegos de baile de Bemani (Konami), y al poco tiempo tanto Noria como Riyu Kosaka comienzan a grabar canciones en solitario para los juegos por cuenta propia, lo que les da mayor popularidad a nivel individual. Su primer tema en solitario fue "LOVE² Sugar", canción eurobeat producida por dj TAKA. También realiza colaboraciones especiales con Kosaka bajo el nombre "Riyu & Noria", donde interpretaron "shining" para dichos videojuegos.
En el 2006, tras la entrada al sello avex mode de su grupo, también comenzó su carrera en solitario junto con Riyu Kosaka. Su sencillo debut, titulado "LOVE②Clutch", fue lanzado el 18 de octubre de ese año. En el primer sencillo major de BeForU, "Red Rocket Rising", también se incluyó su tema solista "Melody life" en una nueva versión.
En el 2007 su tema en solitario "Radiance" fue incluido en el miniálbum de BeForU "6NOTES". En diciembre de este año, junto con Lisa Sotohana, Noria se gradúa de BeForU para dedicarse a su carrera en solitario.
En abril del 2008 vuelven a saberse noticias de Noria en la música. Uno de sus nuevos temas, "Tattōn♪Time", sería utilizado como ending de un nuevo anime del cual Avex está encargado, llamado Uchi no 3 Shimai. El opening de esta misma serie, "Shode! Shode! Dancing!" interpretado por Mayu Kudo, fue escrito por Noria.

## Discografía

### Sencillos
1. LOVE②Clutch (LOVE②くらっち Rabu Rabu Kuracchi?) (18 de octubre de 2006)

### Otros
- SPECIAL CD-BOX - Riyu Kosaka & Noria (18 de octubre de 2006)

### Canciones
Algunas no incluidas en ningún lanzamiento discográfico en sus versiones completas.
- LOVE² Sugar (LOVE²シュガ→ Rabu Rabu Shugā?) (Pop'n Music 8, DDR EXTREME / dj TAKA feat. Noria (dj TAKA feat. のりあ.))
- TEARS (DDR EXTREME / NAOKI underground feat. EK名義)
- Glorious Days (IIDX 7thstyle)
- Silvia Drive (IIDX 9thstyle / dj TAKA feat. Noria)
- BABY LOVE (IIDX 10thstyle)
- Melody life (beatmania IIDX 13 DistorteD, DDR X2 y X2 CS)
- Let's go out! (ウッチーズ♥Noria)
- LOVE②Clutch (LOVE②くらっち Rabu Rabu Kuracchi?)
- Recollection
- Radiance (ラディエンス Radiensu?)
- Tattōn♪Time (たっとぅーん♪たいむ Tattōn Taimu?)
- Rags no chinkonka ( usada en 07-Ghost)
- Hitomi no kotae ( ending de 07-Ghost)